# پاپ گریگوری دوم
پاپ گریگوری دوم (به انگلیسی: Gregory II) یکی از پاپ‌های کلیسای کاتولیک رم بود که از ۷۱۵ تا ۷۳۱ میلادی پاپ بود.